# Gare d'Istvántelek
La gare d'Istvántelek (hongrois : Istvántelek vasútállomás, prononcé [ˈiʃtvaːntɛlɛk ˈvɒʃuːtaːllomaːʃ]) est une gare ferroviaire secondaire de Budapest.

## Service des voyageurs

### Desserte
Elle dessert le nord de la Hongrie, notamment les villes de Dunakeszi, Vác, Nagymaros, Szob et Štúrovo (Slovaquie). A Budapest, la gare est connectée à la gare de Budapest-Nyugati, à la gare de Rákosrendező et à la gare de Rákospalota-Újpest.

### Intermodalité
La gare est desservie par des bus du réseau de bus BKV, ligne 125.